# Muhammad Dawra
Muhammad Dawra (tiếng Ả Rập: محمد دورة, còn gọi là Muhammad I) là sultan thứ tư của Darfur từ năm 1722 đến năm 1730.

## Tiểu sử
Muhammad là con trai cả của sultan Ahmad Bakr. Dưới thời trị vì của cha mình, ông đã chỉ huy quân đội trong nhiều chiến dịch và được tuyên bố là người thừa kế ngai vàng. Sau cái chết đột ngột của Ahmad vào năm 1722, ông tiếp tục chiến dịch đến Kordofan, nơi mà cuối cùng ông đã chinh phục được.
Vào thời điểm này, người họ hàng của Muhammad là Ismail Abu Harrana lên nắm quyền ở Al-Fashir, thủ đô của vương triều. Tuy nhiên, Muhammad đã lật đổ ông ta khá nhanh chóng, qua đó củng cố quyền lực của mình.
Đồng thời, ông cố gắng tiếp tục một chính sách đối ngoại tích cực. Vào đầu những năm 1820, ông đã áp đặt quyền tối cao của mình lên Yusuf Kharifyan, sultan của Đế quốc Wadai.
Năm 1730, con trai Umar Lel đã nổi dậy, lật đổ và cầm tù Muhammad rồi xử tử ông.